# Elezioni parlamentari in Finlandia del 1929
Le elezioni parlamentari in Finlandia del 1929 si tennero il 1º luglio per il rinnovo dell'Eduskunta.

## Risultati
| Liste                                              | Voti    | %     | Seggi | Differenza | Differenza | Differenza |
| Liste                                              | Voti    | %     | Seggi | Voti       | %          | Seggi      |
| -------------------------------------------------- | ------- | ----- | ----- | ---------- | ---------- | ---------- |
| Partito Socialdemocratico Finlandese               | 260.254 | 27,36 | 59    | +2.682     | -0,9       | -1         |
| Lega Agraria                                       | 248.762 | 26,15 | 60    | +43.449    | +3,6       | +8         |
| Partito di Coalizione Nazionale                    | 138.008 | 14,51 | 28    | -23.442    | -3,2       | -6         |
| Lista Socialista degli Agricoltori e dei Contadini | 128.164 | 13,47 | 23    | +18.225    | +1,4       | +3         |
| Partito Popolare Svedese                           | 108.886 | 11,45 | 23    | -2.119     | -0,8       | -1         |
| Partito Progressista Nazionale                     | 53.301  | 5,60  | 7     | -8.312     | -1,2       | -3         |
| Partito dei Piccoli Proprietari di Finlandia       | 10.154  | 1,08  | –     | –          | –          | –          |
| Partito dei Contadini e degli Agricoltori          | 1.258   | 0,13  | –     | -867       | -0,1       | –          |
| Altri                                              | 2.483   | 0,26  | –     | +1.309     | +0,1       | –          |
| Totale                                             | 951.270 |       | 200   | +41.079    |            |            |